# The Bird and the Bee
The Bird and the Bee è un duo indie pop di Los Angeles formato da Inara George ("the Bird") e Greg Kurstin ("the Bee"). Kurstin, produttore e tastierista, ha lavorato con Lily Allen, Sophie Ellis-Bextor, Beck, Barenaked Ladies, The Flaming Lips, Britney Spears, Kylie Minogue, i Red Hot Chili Peppers e Lana Del Rey,  oltre ad essere membro dei Geggy Tah.
George e Kurstin si sono conosciuti lavorando al primo album di Inara, decidendo poi di collaborare ad un progetto elettropop con influenze jazz. Il loro EP di debutto Again and Again and Again and Again è stato pubblicato nell'ottobre 2006, mentre il primo album nel gennaio dell'anno successivo per la Blue Note Records.

## Storia
(Bio del gruppo su MySpace)
Il disco in questione era l'EP di tre canzoni Again and Again and Again and Again pubblicato per Blue Note Records il 31 ottobre 2006. La quarta traccia inclusa nel disco, un remix di Peaches della canzone "Fucking Boyfriend", ha ottenuto la prima posizione nella Hot Dance Club Play di Billboard  nel dicembre dello stesso anno, aumentando notevolmente l'esposizione del duo.

### The Bird and the Bee (2007)
Il primo album in studio, The Bird and the Bee, pubblicato il 23 gennaio 2007 ha ricevuto ottime critiche: Thom Jurek di All Music l'ha descritto come "irresistibile" e "affascinante e suggestivo in ogni passaggio".
Nell'estate del 2007 la band si è esibita aprendo i concerti della tournée di Lily Allen, mentre nel corso dell'anno le loro canzoni sono state usate due volte nella serie Grey's Anatomy, con "Again & Again"  nell'episodio del 26 aprile Desiderio, e "Polite Dance Song" in quello del 25 ottobre Ciò che ci preoccupa. Nella stagione invernale, la reinterpretazione di The Birds and the Bee della popolare canzone natalizia "Carol of the Bells" è stata scelta come Free Single of the Week su iTunes Store, il 27 novembre.
Nel 2008 il gruppo ha pubblicato One Too Many Hearts, un EP digitale acquistabile esclusivamente online. Distribuito il 12 febbraio in prossimità di San Valentino, il disco comprende un rifacimento del classico statunitense degli anni venti "Tonight You Belong to Me". Nel corso dell'anno The Bird and the Bee sono apparsi ripetutamente in TV e al cinema, con "Fucking Boyfriend" in Non mi scaricare e "How Deep Is Your Love" nel film Sex and the City e in vari spot di VH1. Un concerto registrato a luglio al Pearl Concert Theater nell'area metropolitana di Las Vegas è stato pubblicato come EP intitolato Live At The Palms. Il disco contiene i live di varie canzoni del gruppo (tra cui "Again & Again" in versione bossa nova) e qualche cover tra cui "Autumn Leaves" e "Man".

### Ray Guns Are Not Just the Future (2009)
The Bird and the Bee hanno pubblicato il loro secondo album, Ray Guns Are Not Just the Future il 27 gennaio 2009. L'album ha scalato la Top Heatseekers di Billboard con oltre 5000 copie vendute nella prima settimana. Per pubblicizzare il disco il gruppo ha intrapreso una breve tournée nazionale di 11 date, che si è conclusa il 7 marzo alla Carnegie Hall di New York.

### Interpreting the Masters Volume 1 (2010)
Il 23 marzo 2010 il gruppo ha pubblicato Interpreting the Masters Volume 1, inaugurando questo progetto con un album tributo a Hall & Oates, duo rock che ha fortemente ispirato The Bird and the Bee. L'album comprende le cover di otto classici di Daryl Hall and John Oates, oltre al brano originale "Heard It on the Radio". Shirley Manson del gruppo alternative rock Garbage ha preso parte ai cori della hit del 1981 "Maneater".

### Interpreting The Masters Volume 2 (2019)
Il 2 agosto del 2019 è uscito Interpreting The Masters Volume 2: A Tribute to Van Halen  nel quale il duo rende omaggio al repertorio dei Van Halen del periodo nel quale la band era capitanata da David Lee Roth.

## Discografia
Album in studio
- 2007 - The Bird and the Bee
- 2009 - Ray Guns Are Not Just the Future
- 2010 - Interpreting the Masters Volume 1: A Tribute to Daryl Hall and John Oates
- 2015 - Recreational Love
- 2019 - Interpreting The Masters Volume 2: A Tribute to Van Halen

EP
- 2006 - Again and Again and Again and Again
- 2007 - Please Clap Your Hands
- 2008 - One Too Many Hearts
- 2008 - Live At The Palms

Singoli
- 2006 - "Fucking Boyfriend"
- 2007 - "Again & Again"
- 2007 - "La La La"
- 2007 - "Polite Dance Song"
- 2007 - "Carol of the Bells"
- 2009 - "Love Letter to Japan"
- 2009 - "My Love"
- 2009 - "Diamond Dave"